# 액스, 취업에 관한 위험한 안내서
《액스, 취업에 관한 위험한 안내서》(Le Couperet, The Axe)는 스페인에서 제작된 코스타 가브라스 감독의 2005년 코미디, 드라마 영화이다. 호세 가르시아 등이 주연으로 출연하였고 미셀 레이 가브라스 등이 제작에 참여하였다.

## 출연

### 주연
- 호세 가르시아
- 카린 비아르
- 제오르디 몬필스

### 조연
- 크리스타 테렛
- 울리히 터커
- 올리비에 구르메

## 기타
- 원작자: 도널드 E. 웨스트레이크
- 공동제작: 장 피에르 다르덴
- 공동제작: 조세 마리아 몰라레스
- 공동제작: 뤽 다르덴
- 협력프로듀서: 알레트 질베르베르그
- 미술: 로렌트 데루
- 배역: 게다 디덴스